# Линеаменты
Линеаменты — (лат. lineamentum — линия, контур), линейные и дугообразные элементы рельефа планетарного масштаба, связанные с глубинными разломами. Данный термин предложил использовать в 1904 г. американский геолог У. Хоббс (Хобс).
По своему масштабу они могут быть планетарными, локальными или региональными. Одна из этих структур находятся в зоне Восточно-Африканского разлома.
Линеаментный анализ является одним из наиболее эффективных методов изучения глубинного строения территорий.
С географической стороны признаками линеамента являются резкие смены растительности, образования оврагов, заболоченности, изменения русел рек, озер.